# Atif Aslam
Atif Aslam, nato Muhammad Atif Aslam (in pangiabi e in urdu عاطف اسلم‎?, AFI del pangiabi: [aːt̪ɪf əsləm]; Wazirabad, 12 marzo 1983), è un cantante e attore cinematografico pakistano.

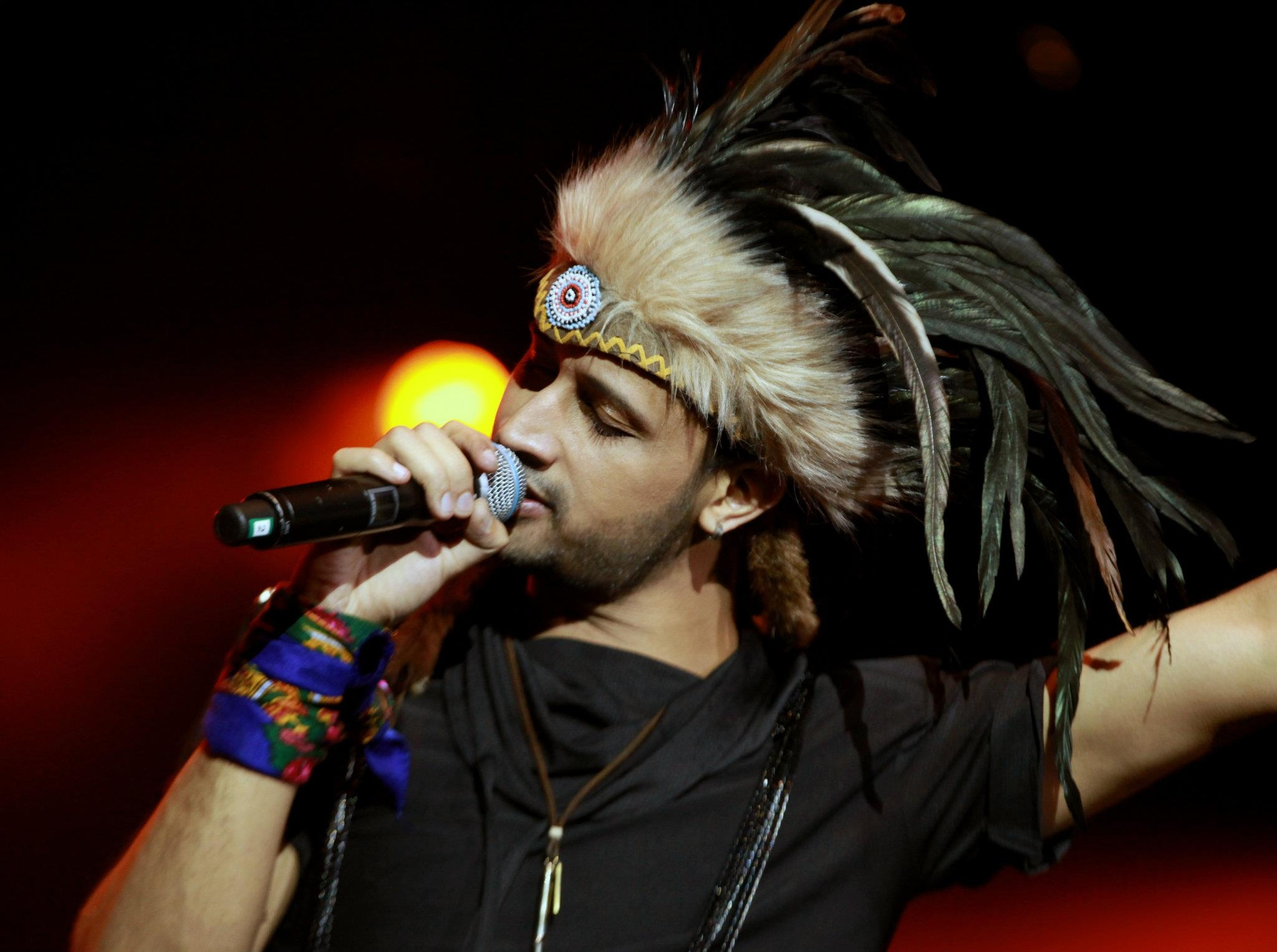
Atif Aslam presso la O₂ Arena (Londra) nel 2012

Per la sua attività artistica nel 2008 è stato insignito del Tamgha-e-Imtiaz dal governo del Pakistan. Vincitore di diversi Lux Style Awards, gli è stata dedicata nel 2019 una stella presso la Dubai Walk of Fame in concomitanza col riconoscimento di miglior cantante del Pakistan. È apparso nella lista dei 100 astri del digitale di Forbes Asia (dicembre 2020).

## Attività
Ha registrato diversi brani di successo e ha pubblicato tre album nel periodo 2004-2007.
Il suo film di debutto Bol (2011), in cui ha interpretato la canzone Hona Tha Pyar, la è stato uno dei film pakistani con il più alto incasso di sempre. Nella sua carriera si è esibito in maniera preponderante in lingua indostana, ma talvolta anche nella sua lingua madre, il pangiabi, oppure in bengalese, farsi o pashto.

## In Occidente
È comparso sui giornali occidentali per aver difeso una spettatrice che durante un suo concerto era rimasta vittima di molestie sessuali: interrotta l'esibizione, l'ha fatta salire sul palco.

## Discografia
- 2004 - Jal Pari
- 2006 - Doorie
- 2007 - Meri Kahani